# (3331) Kvistaberg
(3331) Kvistaberg – planetoida z pasa głównego asteroid okrążająca Słońce w ciągu 3 lat i 280 dni w średniej odległości 2,42 j.a. Została odkryta 22 sierpnia 1979 roku w Obserwatorium La Silla przez Claesa Lagerkvista. Nazwa planetoidy pochodzi od Kvistabergu miejsca, gdzie znajduje się Kvistabergs observatorium, stacja Obserwatorium w Uppsali. Przed nadaniem nazwy planetoida nosiła oznaczenie tymczasowe (3331) 1979 QS.